# Bubble Bobble Revolution
Bubble Bobble Revolution è un platform 2D per Nintendo DS, sviluppato da Dreams, Inc. 
È stato pubblicato in Giappone il 24 novembre 2005 da Taito Corporation come Bubble Bobble DS, in Europa il 2 dicembre 2005 da Rising Star Games e Atari e in Nord America il 3 ottobre 2006 da Codemasters.
Bubble Bobble Revolution è diventato famoso per aver ottenuto un'accoglienza particolarmente negativa dopo la sua uscita, a causa della grafica scadente, del level design confuso e della presenza di un grave bug nella versione americana che impedisce il completamento del gioco, dato che il boss nel livello 30 non compare.

## Modalità di gioco
Ci sono due modalità di gioco principali in Bubble Bobble Revolution: "Classic" e "New Age".
La modalità "Classic" è una conversione del Bubble Bobble originale all'hardware del Nintendo DS. Il gameplay è praticamente identico al gioco originale: i giocatori devono controllare Bub o Bob attraverso 100 livelli a schermata singola, in cui devono sconfiggere un certo numero di nemici per poter procedere. Essere colpiti da un nemico comporta la perdita di una vita. I nemici vengono sconfitti soffiando bolle per intrappolarli e poi scontrandosi con loro; ogni nemico produce un alimento che può essere raccolto per ottenere punti extra. Anche la modalità multiplayer cooperativa originale è stata implementata: se due giocatori possiedono due copie del gioco, possono utilizzare DS Download Play per giocare insieme.
La modalità "New-Age", invece, funziona in modo simile al gioco originale, con molte differenze fondamentali. I personaggi e i livelli sono più grandi (si estendono, infatti, sul doppio schermo del DS), e nemici e proiettili sono più veloci. Ci sono inoltre combattimenti contro dei boss ogni decimo livello. Anche Bub e Bob sono differenti: possono subire tre colpi invece di uno prima di morire, ma hanno solo due vite. Possono anche utilizzare diversi nuovi tipi di bolle, caricando una bolla per renderla gigante e intrappolare più nemici oppure lanciarla contro il muro per darsi la spinta all'interno di essa. Delle ventole sono anche sparse per i livelli e possono essere azionati soffiando nel microfono del DS. Piuttosto che una modalità cooperativa, "Revolution" include una modalità competitiva per quattro giocatori in cui i giocatori competono per il maggior numero di punti in dieci diversi livelli. 

### Bug del livello 30
Nella versione nordamericana, tutti i livelli oltre il 30º non sono riproducibili a causa di un errore di programmazione che causa la mancata apparizione del boss di quel livello. Questo difetto è stato uno degli aspetti spesso più criticati del gioco. Codemasters ha risposto alle critiche distribuendo una versione corretta del gioco che includeva una copia gratuita di Rainbow Islands Revolution.

## Accoglienza
| Testata                            | Giudizio |
| ---------------------------------- | -------- |
| Metacritic (media al 28-09-2020)   | 38/100   |
| GameRankings (media al 09-12-2019) | 36.71%   |
| GameSpot                           | 3.6/10   |
| Eurogamer                          | 2/10     |
| Famitsū                            | 25/40    |

L'uscita americana di Bubble Bobble Revolution ha ricevuto critiche negative e attualmente detiene un punteggio Metacritic di 38/100 basato su 19 recensioni.
Le critiche più comuni sono state dirette alla grafica datata e al level design confusionario del gioco. I recensori hanno anche criticato pesantemente il numero di difetti disseminati nel gioco (come nemici che non si generano nei livelli, o livelli saltati del tutto), che sono stati descritti da Frank Provo di GameSpot come "strani" e "bizzarri". Molti critici hanno anche notato il glitch del livello 30, che Craig Harris di IGN ha commentato con "peggiora un brutto gioco". Anche GamesRadar+ è stato molto critico nei confronti del titolo affermando "se stai cercando un nuovo aggiornamento per un gioco arcade classico, [Bubble Bobble Revolution] non lo è". John Walker di Eurogamer ha iniziato la sua recensione elogiando il gioco originale prima di criticare aspramente il remake "new age". I recensori hanno anche preso nota delle drastiche riprogettazioni dei personaggi originali e descritti come "stupendamente brutti".
Nonostante le critiche negative, alcuni hanno elogiato l'inclusione nel gioco dell'originale Bubble Bobble. Frank Provo ha definito il gioco "un vero classico" e "divertente" e ha elogiato anche le modalità multiplayer. Tuttavia, Harris ha definito "inaccettabile" il fatto che il multiplayer richiede due copie del gioco, una dichiarazione subito ripresa da Walker.
Al momento dell'uscita, Famitsū ha dato al gioco un punteggio di 25 su 40.